# Ifo-Insel
Die Ifo-Insel (französisch Île Ifo) ist eine flache Felseninsel vor der Küste des ostantarktischen Adélielands. Sie liegt 300 m südöstlich der Hélène-Insel am westlichen Ende des Géologie-Archipels.
Luftaufnahmen der Insel entstanden bei der US-amerikanischen Operation Highjump (1946–1947). Französische Wissenschaftler kartierten sie im Verlauf einer von 1949 bis 1951 dauernden Forschungsreise. Namensgebend ist die lautmalerische Umsetzung des französischen Ausspruchs „il faut“ (deutsch „es ist nötig“).